# 多古インターチェンジ
多古インターチェンジ（たこインターチェンジ）は、千葉県香取郡多古町喜多に建設中の首都圏中央連絡自動車道（圏央道）のインターチェンジである。

## 歴史
- 2025年（令和7年）1月24日 : IC名称が「国道296号IC（仮称）」から「多古IC」に正式決定[1]。
- 2026年（令和8年）度 : 大栄JCT - 松尾横芝IC間 開通に伴い、供用開始予定[2][注釈 1]。

## 接続する道路
- 直接接続
  - 国道296号

## 周辺
- 多古台バスターミナル

## 隣
C4 首都圏中央連絡自動車道
圏央成田IC（事業中） - 多古IC（事業中） - (93)松尾横芝IC